# Национально-освободительная армия Албании
Национально-освободительная армия Албании (алб. Ushtria Nacional Çlirimtare) — вооружённое партизанское формирование под руководством Коммунистической партии Албании во время Второй мировой войны. НОАА действовала на территории Албании в период её оккупации Странами Оси и сражалась против итальянских, немецких войск, албанских коллаборационистов и антикоммунистических организаций (монархического движения Легалитети и республиканско-националистического Балли Комбетар).

## Зарождение антифашистского сопротивления
В результате итало-албанской войны 7-12 апреля 1939 Албания была оккупирована итальянскими войсками. В 1940 в стране появились первые партизанские антифашистские отряды, возглавлявшиеся бывшими офицерами королевской армии. 8 ноября 1941 разрозненные марксистские группы в Тиране объединились в Коммунистическую партию Албании (КПА, с 1948 — Албанская партия труда, АПТ). Весной 1942 начали возникать коммунистические партизанские отряды. 16 сентября была проведена подпольная конференция в городе Пеза, в результате которой был создан Национально-освободительный фронт Албании (НОФА). В этом фронте были объединены антифашистские группы и движения с различной политической ориентацией, однако доминировали в нём коммунисты. К концу 1942 на территории страны действовало 22 партизанских отряда.
В ноябре 1942 была создана националистическая организация Балли Комбетар. Отношение НОФА к ней было неоднозначным. До осени 1943 коммунистические и националистические партизаны проводили совместные операции против итальянских войск.

## Борьба НОАА против оккупантов
В 1943 партизанское движение в стране приобрело массовый характер. 10 июля было издано постановление генсовета НОФА о создании Генштаба партизанских отрядов. 27 июля Генштаб отдал приказ об объединении всех партизанских отрядов в Национально-освободительную армию Албании. Самой крупной единицей в армии являлась бригада, состоявшая из четырёх-пяти батальонов. Батальоны, в свою очередь, образовывались из трёх-четырёх партизанских отрядов. Вся территория Албании делилась на оперативные зоны, в пределах которых действовали штабы, подчинявшиеся центру. 15 августа 1943 по решению генштаба была сформирована 1-я бригада, возглавляемая одним из первых руководителей членом ЦК КПА Дали Ндреу. Верховным Главнокомандующим стал лидер компартии Энвер Ходжа.
Осенью 1943 англо-американские войска высадились на территории Италии. Пользуясь растерянностью итальянских войск, части НОАА взяли под свой контроль побережье Ионического моря от Логоры до Саранды, создав в перспективе возможность установления связей с находившимися в Южной Италии войсками Союзников. В это же время стали постоянными стычки коммунистов с Балли Комбетар, вскоре переросшие в гражданскую войну.
В сентябре Италия капитулировала, Албания была оккупирована немецкими войсками. Балли Комбетар вступила в союз с Германией. К началу зимы 1943—44 партизанская армия выбила оккупантов из многих городов и районов Центральной и Южной Албании. НОАА насчитывала в тот период около 20 тыс. бойцов.
Зимой 1943—1944 немецкие войска и коллаборационистские формирования перешли в крупное наступление. НОАА понесла значительные потери, Генштаб был надолго блокирован в горном районе Черменики к северо-востоку от Эльбасана. В начале января 1944 немецкие войска предприняли новое общее наступление против партизанских сил на юге и в центре страны. На сравнительно небольшой территории между Корчей и Бератом развернулись напряженные бои. Немцы одержали победу, однако им не удалось занять Пермети — важный стратегический пункт в системе обороны партизанских зон. Большая часть партизанских сил была вынуждена отойти в горы, но им удалось сохранить основной боевой потенциал и быстро восстановить его. В марте 1944 в местечке Панарит недалеко от Корчи компартией были организованы курсы повышения квалификации для командиров и комиссаров НОАА.
Летом 1944 партизаны перехватили инициативу, в конце июля они снова заняли значительные территории в Центральной и Северной частях страны. 24 мая 1944 в Пермети был создан Антифашистский национально-освободительный совет, члены которого объявили себя верховной властью в Албании.
К осени 1944 года в составе НОАА было 24 бригады. В это время они вели бои с немецкими войсками, отступавшими из Греции через территорию Албании. В конце августа партизаны взяли Мирдиту. В префектуре Шкодры партизаны вели бои против вооружённых отрядов региональных вождей, создавших в октябре своё правительство — Лига Шкодры; в северо-восточной части страны против регулярных немецких формирований и албанской дивизии СС.
17 ноября 1944 части НОАА взяли Тирану. 29 ноября был взят Шкодер, последний албанский город, удерживаемый оккупантами. В конце года албанские партизаны совместно с отрядами Народно-освободительной армии Югославии участвовали в военных операциях в Черногории и Косово.

### Послевоенный период
На основе НОАА формировались вооружённые силы Народной Республики Албания — Албанская народная армия. Особое подразделение — пятитысячная «дивизия внутренней безопасности» — создала структурную и кадровую основу для службы госбезопасности НРА/НСРА — Сигурими.
После падения коммунистического режима в Албании 266 командиров НОАА различного уровня были обвинены в бессудных убийствах противников КПА (по большей части посмертно).